# Guillielmus de Grof

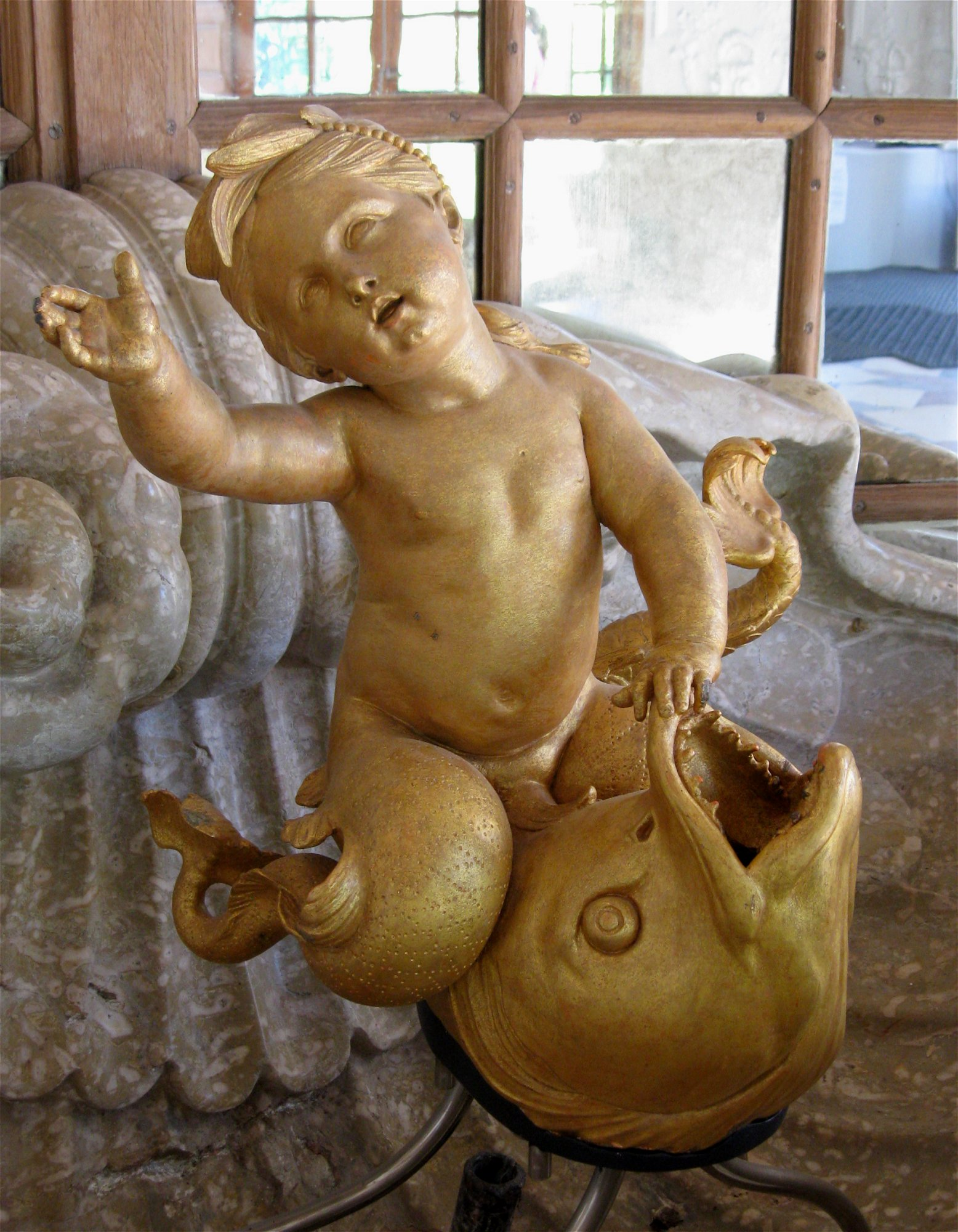
Tritons kinderen rijden op dolfijnen, 1722, Brandenburg, Nymphenburg Paleispark

Guillielmus de Grof (of Willem/Wilhelm de Grof) (Antwerpen, gedoopt op 13 november 1676 – München, 15 februari 1759) was een Vlaams beeldhouwer, metaalgieter, stucwerker, lijstenmaker en meubelmaker. Na zijn opleiding in Antwerpen werkte hij in Parijs en München als hofbeeldhouwer. In Parijs was hij hofbeeldhouwer van koning Lodewijk XIV en in München was hij in dienst van keurvorst Maximiliaan II Emanuel van Beieren. Hij staat bekend om zijn grootschalige ruiterportretten en kleinschalige decoratieve sculpturen. Hij was een van de grote pioniers van de rococokunst in München. Zijn stijl combineerde de hofstijl van Lodewijk XIV met de uitbundige Vlaamse barok, die zijn wortels had in het werk van Rubens. Hij had een belangrijke invloed op de ontwikkeling van de beeldhouwkunst in Beieren en Wenen.

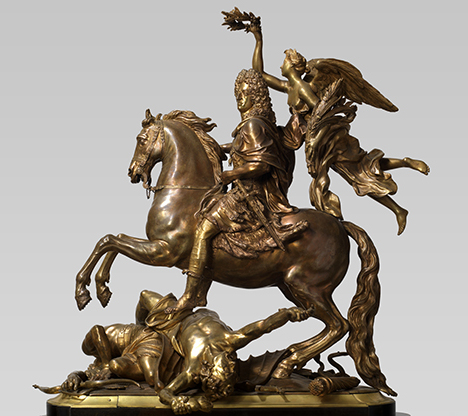
Apotheose van Maximiliaan II Emanuel van Beieren

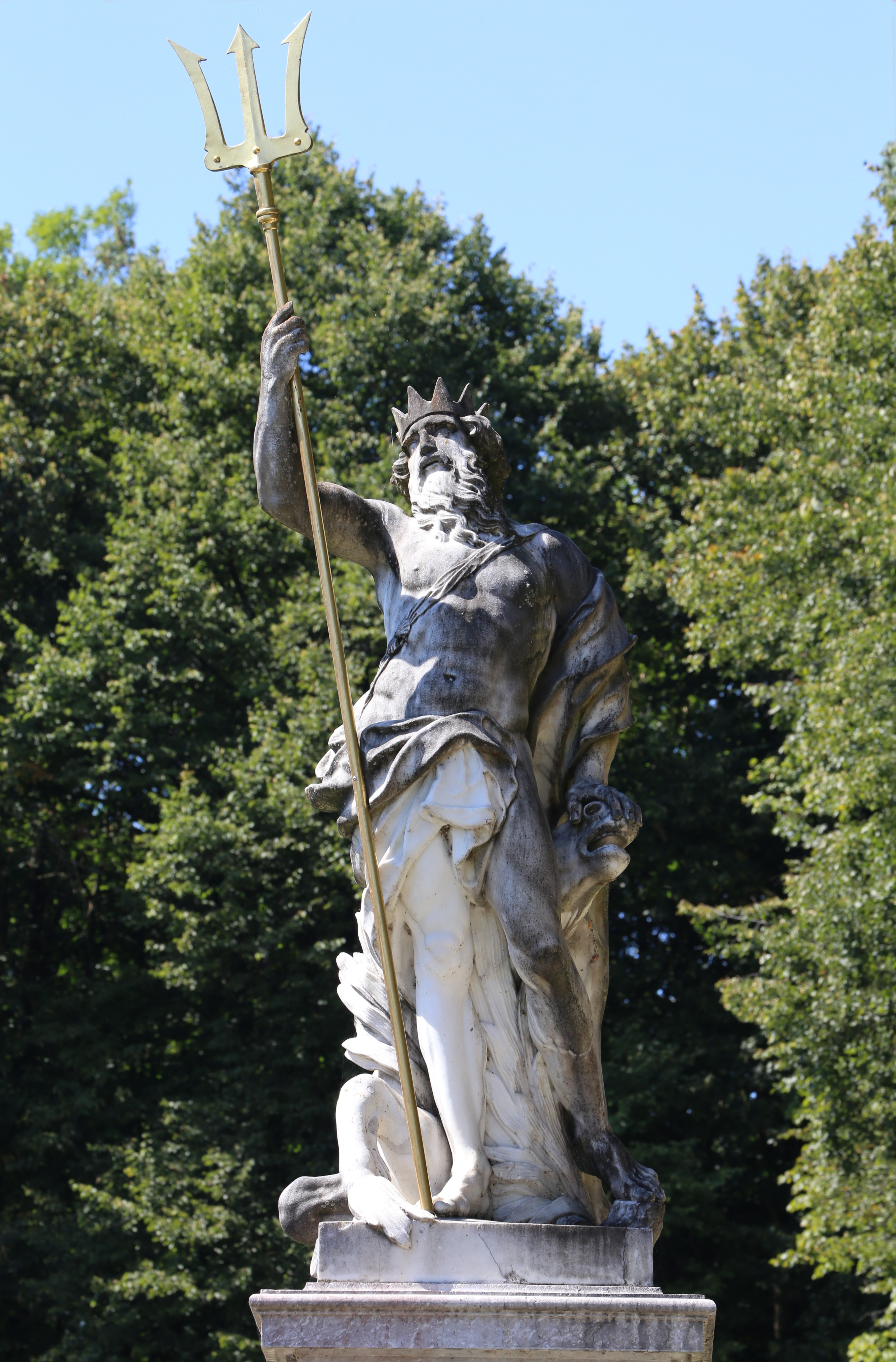
Neptunus, Slot Nymphenburg

## Leven
Guillielmus de Grof werd geboren in Antwerpen als zoon van Guillielmus en Anna Bulens. Hij werd gedoopt op 13 november 1676. Zijn vader was wagenmaker, oorspronkelijk afkomstig uit Grimbergen, die zich rond 1670 in Antwerpen had gevestigd. Guillielmus ontving zijn artistieke opleiding van de Antwerpse beeldhouwer Frans Biddeloo en werd in het gildejaar 1688-1689 als zijn leerling ingeschreven in het Antwerpse Sint-Lucasgilde. Er is geen aanwijzing dat de Grof meester werd in de Sint-Lucasgilde.
Hij zette zijn opleiding voort in Parijs, waar hij vanaf 1700 wordt vermeld, en mogelijk ook in Italië. Vanaf 1708 was hij in dienst van koning Lodewijk XIV in Parijs. Hij trouwde met de Rosalia Susanna Lamoureux. Van het echtpaar zijn de volgende kinderen bekend: Charles (1712–1774), Claudius Achilles (geb. 1716), Ferdinand Wilhelm (geb. 1718) en Johanna Margaretha.
In 1714 maakte hij de indrukwekkende bronzen Apotheose van Maximiliaan II Emanuel, keurvorst van Beieren (Beiers Nationaal Museum, inv. nr. R3973) voor Maximiliaan Emanuel II die op dat moment in ballingschap in Parijs leefde. Hij trad op 1 september 1714 in dienst van Maximiliaan Emanuel. In 1715 werd hij door Maximiliaan Emanuel, die inmiddels was teruggekeerd naar München, aangesteld als zijn hofbeeldhouwer. De Grof richtte een "staatsatelier" op in de Herzog-Max-Burg. Het werd een grote werkplaats, die 14 gezellen in dienst had en een gieterij had. Hij werkte aan veel opdrachten van Maximiliaan Emanuel, waaronder de nu verloren gegane loden tuinbeelden voor het Slot Nymphenburg en het Schleißheim Paleis. Hij verzorgde decoraties voor de tuinen van de verschillende residenties van de keurvorst. De keurvorst had veel andere kunstenaars in dienst en gaf enorme bedragen uit aan zijn bouwprojecten, wat leidde tot een grote staatsschuld. Hij kon zijn schulden niet betalen, inclusief de commissies die de Grof had gedaan. Hierdoor kreeg de Grof tegen het einde van zijn leven financiële problemen.
De Grof was een zeer gevierd kunstenaar. Hij stierf als keizerlijk raadslid in München. Zijn oudste zoon Charles volgde hem op als hofbeeldhouwer in München.

## Werk
De Grof was een veelzijdig beeldhouwer die met veel materialen werkte, waaronder marmer, hout en stucwerk en die actief was als metaalbeeldhouwer, wasbeeldhouwer, gieter, stucwerkmaker, lijstenmaker en meubelmaker. Zijn stijl combineerde de hofstijl van Lodewijk XIV met de uitbundige Vlaamse barok, die zijn wortels had in het werk van Rubens.
De Grof produceerde veel bronzen objecten en ook een paar marmeren sculpturen, zoals de Neptunus in Nymphenburg uit 1737. Omdat hij verantwoordelijk was voor de algehele decoratie van de architectonische projecten van Maximilian Emanuel, maakte hij stucplafonds, zoals in het trappenhuis in het Slot Dachau uit de periode 1716-1717. Hij werkte ook met zilver. Verschillende van zijn voorbereidende tekeningen zijn bewaard.